# 아메리카 연합국 해군
미연합국 해군(영어: Confederate States Navy) 또는 남부연맹 해군은 1861년 2월 21일 남부연맹 의회의 행위에 의해 설립된 남부연맹군의 해군이었다. 미국 남북 전쟁 동안  미 연방 해군(Union Navy, 북군의 해군)에 대한 작전을 담당했다.

## 같이 보기
- 남군